# Я, Кьяра и Хмурый
Я, Кьяра и Хмурый (англ. Io, Chiara e lo Scuro) — итальянская кинокомедия 1982 года, поставленная режиссером Маурицио Понци. Фильм принимал участие в программе секции «Особый взгляд» на 36-м Каннском международном кинофестивале (1983).

## Сюжет
Франческо, владелец отеля по прозвищу «Тоскано», является опытным бильярдистом, но он никогда не выигрывает, когда играет на деньги. На позднем ночном автобусе он знакомится с саксофонисткой Кьярой, перепутав свой кейс с кием в нем на ее с саксофоном. Они влюбляются, а тем временем Франческо теряет большую сумму денег в игре против «Хмурого», чемпиона Италии, и теперь вынужден украсть деньги из сейфа отеля. Его единственный шанс погасить долг — это победа в чемпионате Италии. Кьяра готова помочь ему в этом.